# Kelly Rutherford
Kelly Rutherford, född 6 november 1968 i Elizabethtown, Kentucky, USA, är en amerikansk skådespelare som bland annat är känd som Megan i Melrose Place och som Lily van der Woodsen i Gossip Girl.
Sedan 2018 har Rutherford spelat Melissa Daniels i serien Dynasty.
Rutherford gifte sig med den venezuelanska bankmannen Carlos Tarajano i juni 2001. Rutherford ansökte om skilsmässa i januari 2002, efter sex månaders äktenskap.
Rutherford gifte sig med sin andra make, den tyska affärsmannen Daniel Giersch, i augusti 2006. År 2006 födde hon sitt första barn. Medan hon var gravid med sitt andra barn, ansökte Rutherford om skilsmässa från Giersch den 30 december 2008. År 2009 födde Rutherford sitt andra barn.
I juni 2013 ansökte Rutherford om personlig konkurs efter skulder på ca 2 miljoner dollar, varav 1.5 miljoner dollar var advokatkostnader efter en vårdnadstvist med exmaken Giersch.

## Filmografi i urval
- 1989–1991 – Generations (TV-serie)
- 1991-1993 - Kärlekens vindar (TV-serie)
- 1994 - I Love Trouble
- 1996 - No Greater Love (TV-film)
- 1996 – Vampyrernas hemlighet (TV-serie)
- 1996–1999 – Melrose Place (TV-serie)
- 2000 – Scream 3
- 2005 – E-Ring (TV-serie)
- 2007 – Gossip Girl (TV-serie)
- 2014 – Bones (TV-serie)
- 2018–2019 – Dynasty (TV-serie, 2017) (TV-serie)